# Équipe d'Allemagne de l'Est de football en 1956
Il s'agit des matchs de la sélection est-allemande au cours de l'année 1956.

## Matchs et résultats
| Match amical                                | Pologne | 0 – 2   | Allemagne de l'Est     | Stade de Silésie, Chorzow                               |                                                         |
| 22 juillet 1956 · Historique des rencontres |         | (0 - 0) | 62e Tröger · 66e Assmy | Spectateurs : 100 000 Arbitrage : M. Dionev ( Bulgarie) | Spectateurs : 100 000 Arbitrage : M. Dionev ( Bulgarie) |

| Match amical                                  | Allemagne de l'Est        | 3 – 1   | Indonésie | Ernst-Thälmann-Stadion, Karl-Marx-Stadt                |                                                        |
| 20 septembre 1956 · Historique des rencontres | Wirth 3e · Tröger 49e 75e | (1 - 1) | 34e Ramly | Spectateurs : 50 000 Arbitrage : M. Versyp ( Belgique) | Spectateurs : 50 000 Arbitrage : M. Versyp ( Belgique) |

| Match amical                                | Bulgarie                                | 3 – 1   | Allemagne de l'Est | Stade national Vassil-Levski, Sofia                  |                                                      |
| 14 octobre 1956 · Historique des rencontres | Panajotov 25e · Milanov 62e · Kolev 89e | (1 - 0) | 46e Wirth          | Spectateurs : 50 000 Arbitrage : M. Kowal ( Pologne) | Spectateurs : 50 000 Arbitrage : M. Kowal ( Pologne) |